# Fortunato Arias
Fortunato Arias Sánchez (Almaciles, Granada, 11 de junio de 1891 - Hellín, Albacete, 12 de septiembre de 1936) fue un sacerdote católico español, ejecutado por milicianos republicanos durante la Guerra Civil. Considerado mártir por la Iglesia católica, fue beatificado el 28 de octubre de 2007 por el papa Benedicto XVI.
En 1905 ingresa en el Seminario Conciliar de San Fulgencio en Murcia, y fue ordenado sacerdote el 25 de mayo de 1918, a los 27 años de edad, celebrando su Primera Misa el 24 de junio siguiente. Después de haber ejercido la cátedra de Latín en el Seminario, fue nombrado párroco de la Parroquia de la Purísima de El Palmar (Murcia) en 1926, cargo que ocupó hasta el año 1935, en que fue trasladado a la Parroquia de Santa María de la Asunción de Hellín (Albacete). En dicha parroquia fue ecónomo y arcipreste. El inicio de la Guerra Civil le sorprendió en Hellín, que quedó en zona republicana. Fue encarcelado en agosto de 1936 en el marco de la persecución contra la Iglesia Católica que se desató en la retaguardia republicana, fruto del hundimiento de las estructuras estatales que siguió al fracaso del golpe de Estado. El 12 de septiembre fue sacado de la prisión y fusilado por milicianos en el lugar conocido como «Cañada de los Pozos» en las afueras de Hellín.
En una carta de despedida escrita pocos días antes de su muerte a su hermano afirmaba: "No recuerdo haber dado ocasión a que se me persiga y me satisface pensar que la causa única de todo es mi carácter sacerdotal. Morir así es un verdadero y glorioso martirio, ¿qué mejor muerte podía yo imaginar?". 
Fue beatificado el 28 de octubre de 2007 por el papa Benedicto XVI junto con otros 498 religiosos muertos durante la Guerra Civil, en el marco de una de las mayores beatificaciones de la historia de la Iglesia católica.

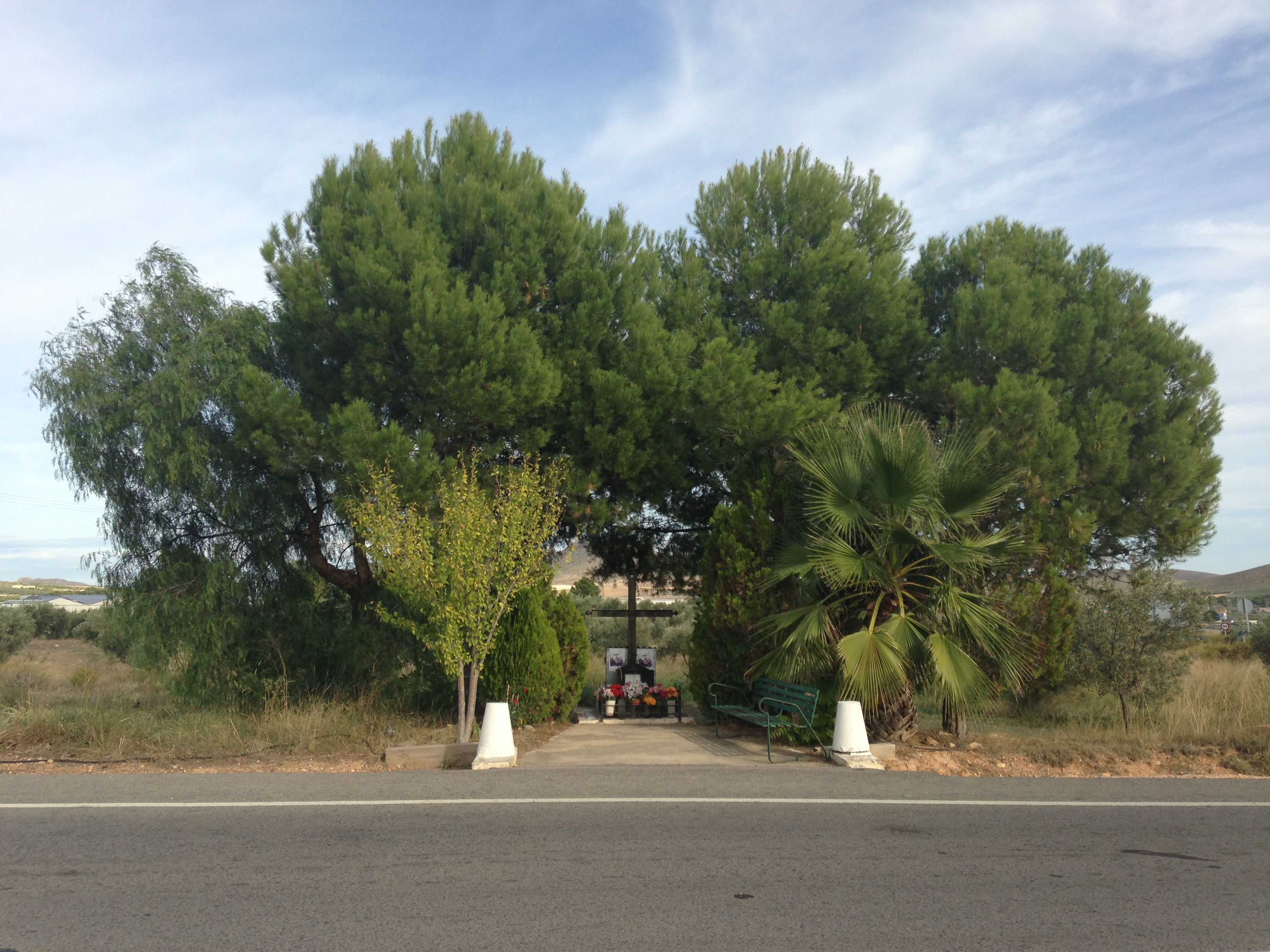
Lugar del fusilamiento de Fortunato Arias, a las afueras de Hellín (Albacete).

Las localidades de Hellín y El Palmar tienen dedicada una calle con su nombre. Además, en la localidad de Hellín se ha colocado una placa conmemorativa de su beatificación en la casa donde residió, situada en la Plaza de la Iglesia n.º 6.  
Sus restos se veneran en la Capilla dedicada a él en el Templo Parroquial de la Purísima Concepción de El Palmar (Murcia). En dicha capilla, se encuentra una escultura del beato, una reliquia sostenida por una escultura de un ángel y un cofre plateado donde se encuentran numerosas de sus reliquias óseas. 

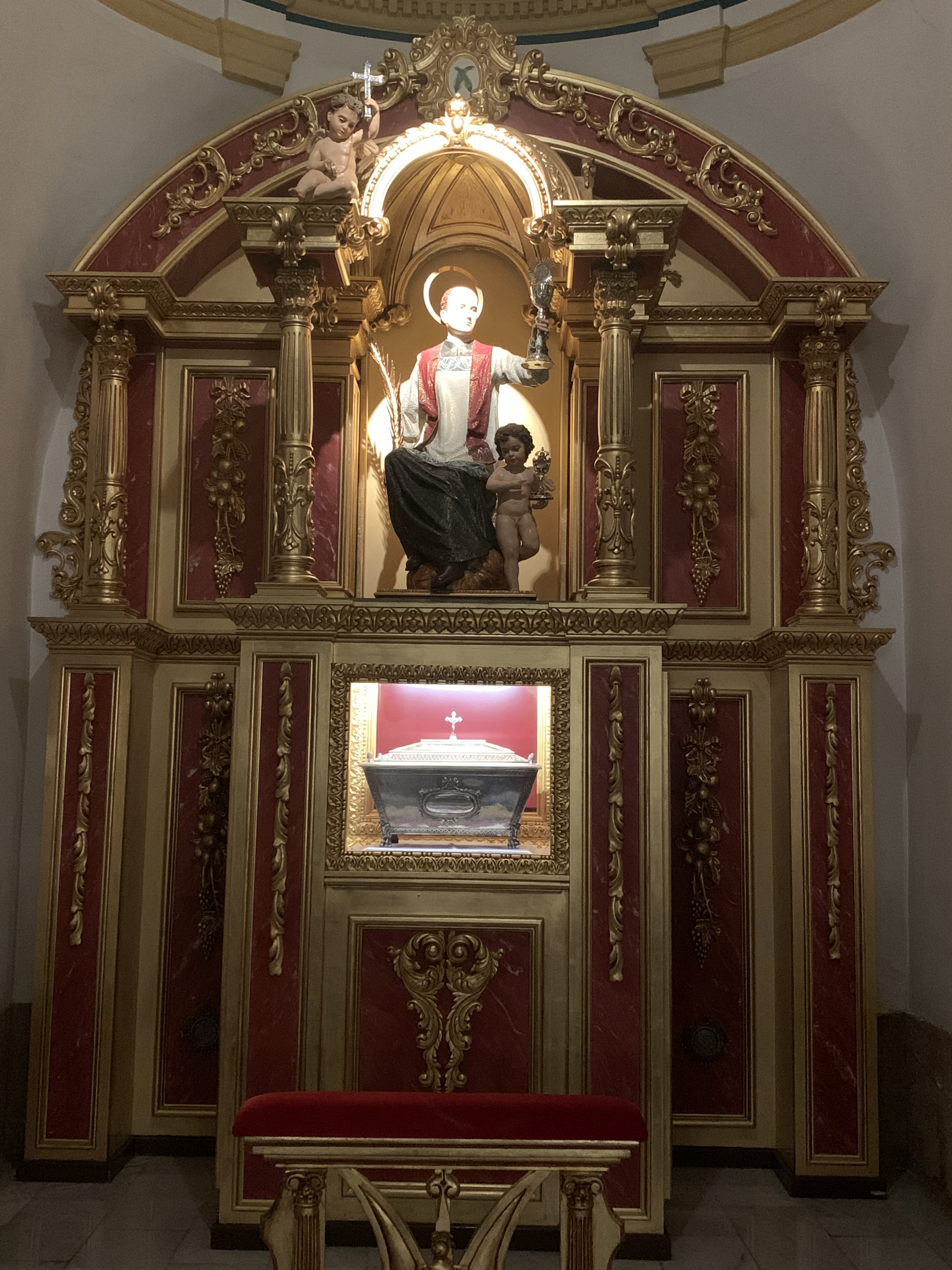
Capilla del Beato Fortunato Arias en la Parroquia de la Purísima (El Palmar, Murcia).

En el altar mayor de dicha iglesia de la Purísima Concepción, se encuentra expuesta una falange del beato en un relicario para su veneración. 

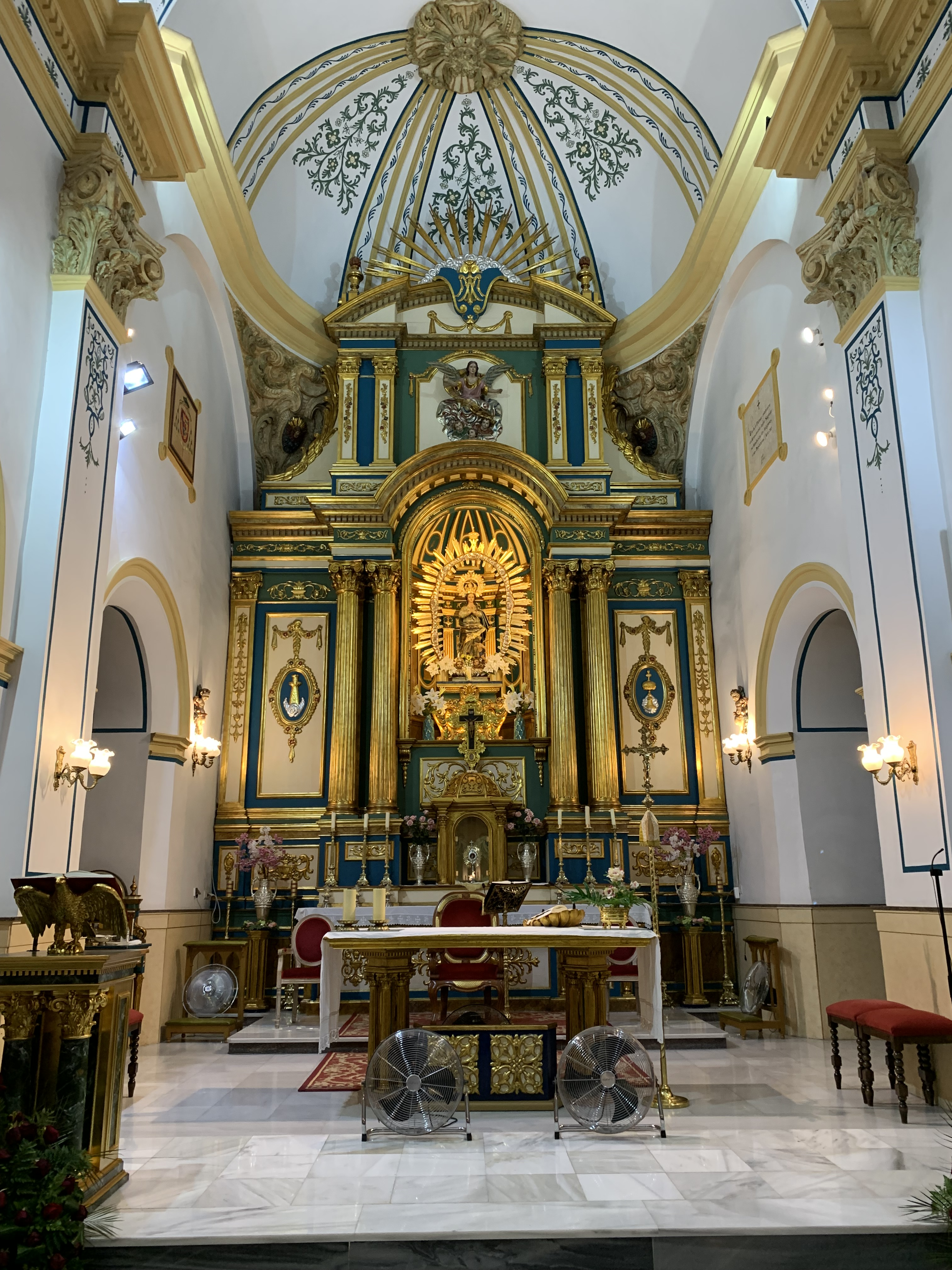
Altar mayor de la Parroquia de la Purísima de El Palmar (Murcia), donde se venera una reliquia del Beato Fortunato Arias.

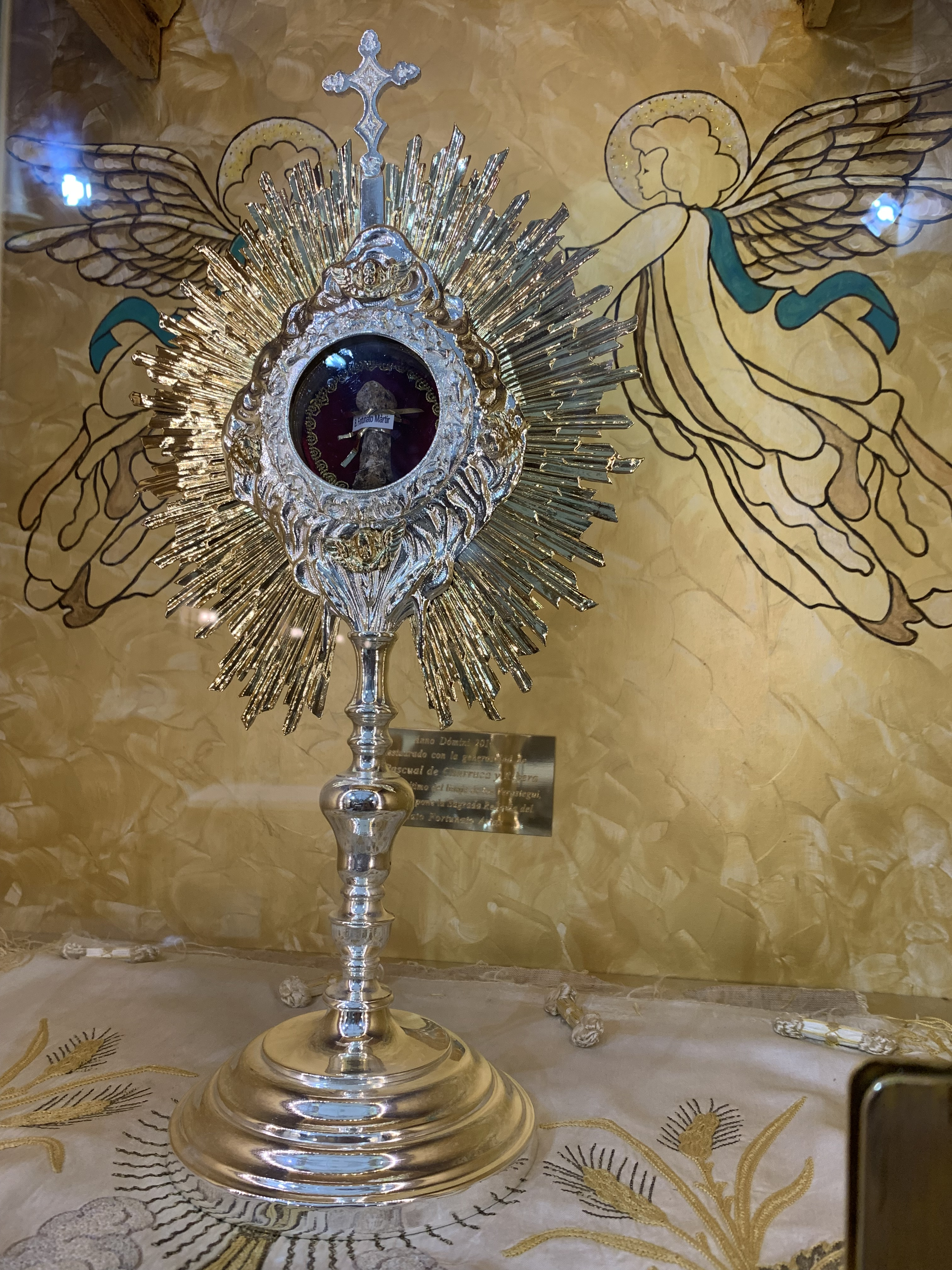
Relicario del Beato Fortunato Arias situado en el altar mayor de la Parroquia de la Purísima de El Palmar, Murcia.

En esta Parroquia se encuentra la sede de la Hermandad del Beato Fortunato Arias, que es una asociación privada canónica cuyos fines señalan que son difundir su vida, espiritualidad y mensaje y colaborar con proyectos de Misión en el tercer mundo, dando prioridad a la realidad que sirven aquellos misioneros y misioneras que han nacido en El Palmar (Murcia). 
También se veneran reliquias suyas en la iglesia de Santa María de la Asunción de Hellín. En esta iglesia hellinera se conserva el crucifijo que besó cuando lo fusilaron, el cáliz de su primera misa y el reloj que regaló al miliciano antes de morir. Se cuenta que, bajo confesión, el soldado devolvió el reloj, pues cuando le daba cuerda se paraba a la hora del martirio.
La parroquia de San Antón, de Almaciles, conserva una vértebra a modo de reliquia y en 2010 fue declarado hijo predilecto de la Puebla de don Fadrique.
Su onomástica es el 6 de noviembre, coincidiendo con la conmemoración de los mártires del siglo XX. 

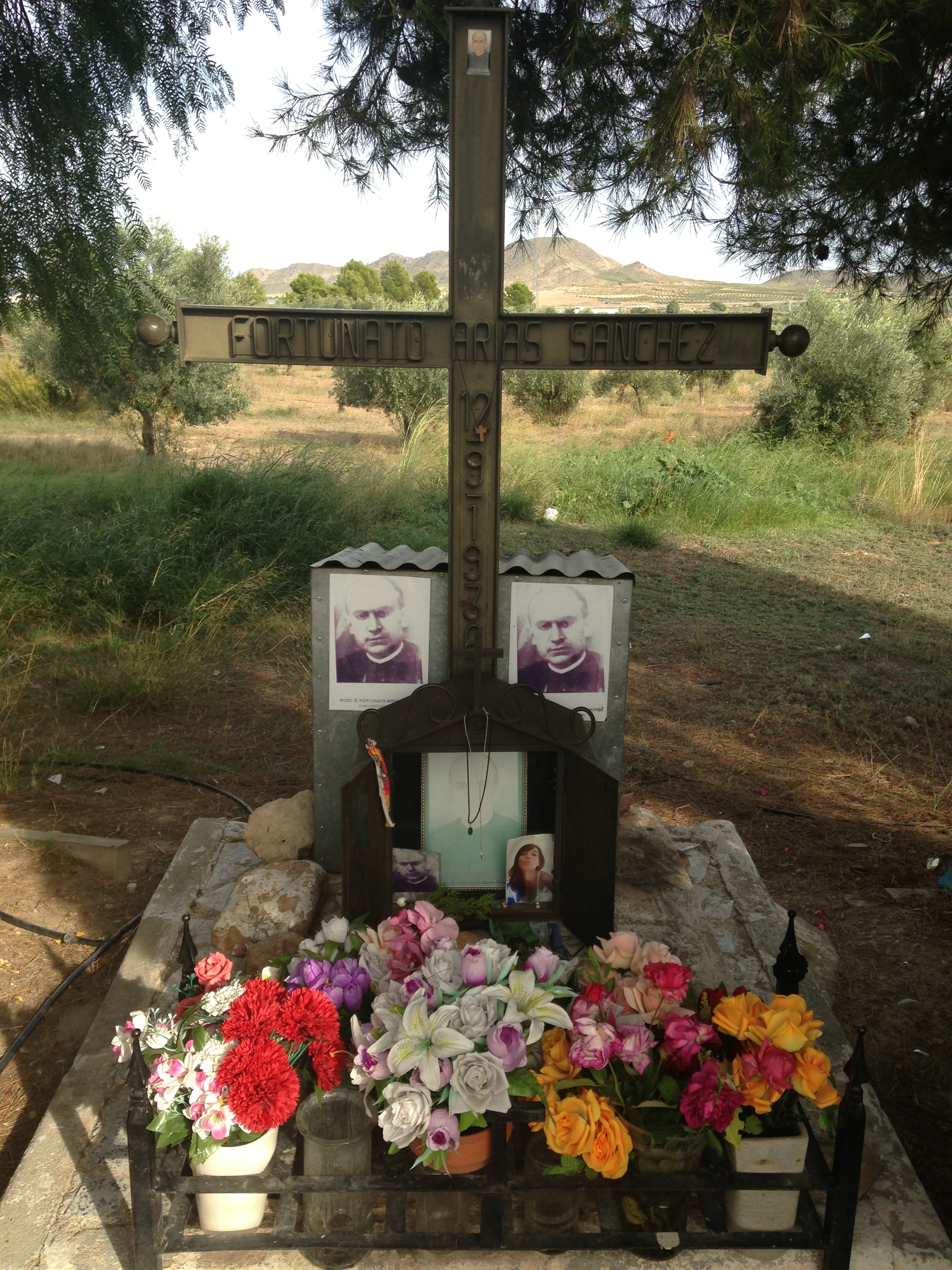
Lugar del fusilamiento de Fortunato Arias, en la carretera de Hellín a Pozohondo, provincia de Albacete.